# Like The Wind
"Kaze no Yō ni" (風のように "Like the Wind") là ca khúc tiếng Nhật của nhóm QBS (nhóm nhỏ của T-ara, Hàn Quốc). do Takanori Fukuta sáng tác, Đĩa đơn được phát hành vào ngày 26 tháng 6 năm 2013, một tuần trước đĩa đơn tiếng Nhật thứ bảy "Target".

## Phát hành và quảng bá
Đĩa đơn có 2 phiên bản: phiên bản thường và phiên bản giới hạn, đi kèm với một đĩa DVD có video âm nhạc của "Kaze no yo ni". Nếu khách hàng mua đĩa đơn trong các cửa hàng, họ sẽ nhận được một poster khổ B2. Nếu đặt hàng trực tuyến, khách hàng sẽ nhận được một thẻ ảnh ngẫu nhiên trong bốn loại. Để thúc đẩy việc quảng bá, QBS tổ chức một live show tại quảng trưởng Sunshine City tại Ikebukuro, Tokyo vào ngày 10 tháng 6 năm 2013. Nhóm biểu diễn ca khúc "Kaze no yo ni", "Shabontama no Yukue" và "Love Poem" trước 2000 người hâm mộ.

## Danh sách bài hát
- Regular edition

1. "Kaze no You ni"
2. "Kaze no You ni" (Instrumental)

- Limited edition DVD

1. "Kaze no You ni" (Music video)

### Xếp hạng Oricon
| Phát hành           | Xếp hạng Oricon          | Cao nhất | Bắt đầu bán       | Tổng cộng | Chart Run |
| ------------------- | ------------------------ | -------- | ----------------- | --------- | --------- |
| 26 tháng 6 năm 2013 | Bảng xếp hạng hàng ngày  | 7        | 9,046 (hàng tuần) | 11,570+   | 3 tuần    |
| 26 tháng 6 năm 2013 | Bảng xếp hạng hàng tuần  | 13       | 9,046 (hàng tuần) | 11,570+   | 3 tuần    |
| 26 tháng 6 năm 2013 | Bảng xếp hạng hàng tháng | 46       | 9,046 (hàng tuần) | 11,570+   | 3 tuần    |
| 26 tháng 6 năm 2013 | Bảng xếp hạng hàng năm   | -        | 9,046 (hàng tuần) | 11,570+   | 3 tuần    |